# Amonines
Amonines (Waals: Monene) is een dorp in de Belgische provincie Luxemburg en een deelgemeente van Érezée. 
Het dorp is gelegen in de Ardennen aan de Aisne. Zowat de helft van het heuvelachtige gebied bestaat uit bos. Aan de Aisne zijn er moerassige weiden. Ten noorden van het dorp, langs de N841 naar Érezée, ligt nog het gehucht Blier.

## Geschiedenis
Amonines was een heerlijkheid in het Land van Durbuy dat behoorde bij het hertogdom Luxemburg. Het was steeds een landbouwdorp maar reeds in de 16e eeuw was er een grote smederij.
Kerkelijk behoorde Amonines tot de parochie Soy en in 1586 kreeg het dorp zijn eigen kapel, afhankelijk van diezelfde parochie. In het begin 18e eeuw gingen Amonines en Blier, een andere heerlijkheid uit het Land van Durbuy, samen een parochie vormen met Sint-Lambertus als patroonheilige. De eerste kerk werd in 1738 gebouwd door de familie Philippin die op dat moment de heerlijkheid Amonines in haar bezit had. De beide heerlijkheden werden bij de vorming van de gemeenten in 1795 samengevoegd tot één gemeente. De parochie Amonines werd in 1808 nog verder uitgebreid met Bergister, een gehucht van Grandmenil en in 1933 met Forge-à-la-Plez, een gehucht van Dochamps.
In de 19e eeuw ontstonden er enkele houtzagerijen maar Amonines bleef steeds een landbouwdorp. In 1977 werd de gemeente opgeheven en bij Érezée gevoegd.

## Bezienswaardigheid
- De Sint-Lambertuskerk uit 1824, heropgebouwd uit de eerste kerk van 1738. De kerk liep schade op tijdens de Tweede Wereldoorlog en werd in 1957 volledig hersteld en gerestaureerd.
- het kasteel van Blier in het gelijknamige gehucht
- de toeristische tram van Érezée naar Grandmenil (Tram Touristique de l'Aisne)

## Demografische ontwikkeling
Opm:1806 t/m 1970=volkstellingen; 1976=inwoneraantal op 31 december
Deelgemeenten: Amonines · Érezée · Mormont · Soy

Overige dorpen: Awez · Biron · Blier · Briscol · Clerheid · Erpigny · Estiné · Éveux · Fanzel · Fisenne · Hazeilles · Hoursinne · La Forge · Mélines · Oster · Sadzot · Wy

Belgische gemeenten · Arrondissement Marche-en-Famenne · Luxemburg · Wallonië